# Parafia Matki Bożej Królowej Polski w Nowogródku Pomorskim
Parafia pod wezwaniem Matki Bożej Królowej Polski w Nowogródku Pomorskim – parafia rzymskokatolicka należąca do dekanatu Myślibórz, archidiecezji szczecińsko-kamieńskiej, metropolii szczecińsko-kamieńskiej. Siedziba parafii mieści się w Nowogródku Pomorskim przy ulicy Kościelnej. Prowadzą ją księża Salezjanie.

## Kościół parafialny
Kościół Matki Bożej Królowej Polski w Nowogródku Pomorskim

## Kościoły filialne i kaplice
- Kościół Podwyższenia Krzyża Świętego w Giżynie[1]

- Kościół św. Antoniego w Karsku[1]
- Kościół Matki Bożej Wspomożenia Wiernych w Kinicach[1]
- Kościół św. Józefa w Ławach[1]
- Kaplica w Łubiance[1]

## Duszpasterze

### Proboszczowie
| Okres pełnienia funkcji | Okres pełnienia funkcji | Proboszcz                   | Lata życia | Uwagi |
| od                      | do                      | Proboszcz                   | Lata życia | Uwagi |
| ----------------------- | ----------------------- | --------------------------- | ---------- | ----- |
| 1948                    | 1951                    | ks. Kazimierz Dymitrowicz   |            |       |
| 1951                    |                         | ks. Czesław Madej           |            |       |
| 1993                    | 2002                    | ks. Zygmunt Grochowiak SDB  |            |       |
| 2002                    | 2008                    | ks. Lesław Głuchowski SDB   |            |       |
| 2008                    | 2017                    | ks. Krzysztof Wilkos SDB    |            |       |
| 2017                    | 2019                    | ks. mgr Marek Brejko SDB    |            |       |
| 2019                    | 2021                    | ks. mgr Adam Piotrowski SDB |            |       |
| 2021                    |                         | ks. mgr Józef Dubiniec SDB  |            |       |

### Wikariusze
Lista wikariuszów posługujących w parafii:
- 1959-1960 ks. Furdyna Kazimierz SDB
- 1960-1965 ks. Stanisław Smuniewski SDB
- 1965-1967 ks. Tadeusz Żebrowski SDB
- 1970-1971 ks. Antoni Ciemięga SDB
- 1976-1978 ks. mgr Tadeusz Kierbiedź SDB
- 1978-1978 ks. Józef Koszewnik SDB
- 1980-1983 ks. Jerzy Rychert SDB
- 1987-1991 ks. Bogusław Dyś SDB
- 1991-1993 ks. mgr Zygmunt Grochowiak SDB
- 1993-2002 ks. mgr Jarosław Lubera SDB
- 2002-2008 ks. mgr Piotr Ziółkowski SDB
- 2002-2003 ks. Jerzy Królak SDB
- 2005-2012 ks. mgr Stanisław Rębeliński
- 2008-2010 ks. mgr Adam Piotrowski SDB
- 2012-2017 ks. mgr Leszek Twardowski SDB
- 2017-2018 ks. mgr Daniel Nowocień SDB
- 2018-2022 ks. dr Marcin Balawander SDB
- 2022-nadal ks. mgr Daniel Śliwiński SDB